# Mehrdimensionale Zeit
Mehrdimensionale Zeit ist eine in der theoretischen Physik und Philosophie untersuchte Möglichkeit einer Raumzeit mit mehr als einer Zeitdimension. In der theoretischen Physik dient dies als mathematisches Hilfsmittel zur Betrachtung allgemeinerer Geometrien. Dabei bezieht sich die Benennung als mehrdimensional auf die mathematische Beschreibung und bedeutet nicht, dass die Zeitwahrnehmung tatsächlich mehrdimensional ist. Zeit bezieht sich dabei bereits rein auf die zugrundeliegende Geometrie, insbesondere das im Vergleich zum Raum umgekehrte Vorzeichen, und nicht auf die Zeitwahrnehmung. In der Philosophie wird dagegen die Zeitwahrnehmung untersucht, etwa die Auswirkung auf die Reihenfolge von Ursache und Wirkung, da bei einer mehrdimensionalen Zeit keine lineare Ordnung mehr vorhanden ist.

## Verwendung in der Physik
In der Supergravitation (kurz SUGRA), einer Kombination aus Supersymmetrie (kurz SUSY) und Gravitation (beschrieben durch die Allgemeine Relativitätstheorie), sowie speziell in der elfdimensionalen und höherdimensionalen Supergravitation ist mehrdimensionale Zeit für die Erweiterung von elf auf zwölf Dimensionen notwendig. Im Jahr 1978 zeigte der deutsche Physiker Werner Nahm, dass in einer Raumzeit mit mehr als elf Dimensionen (bei einer Zeitdimension) zwangsläufig Teilchen mit einem größeren Spin als das Graviton, dem Quant der Gravitation, enthalten sein müssen. Jedoch haben die Spinoren der Teilchen erst in einer Raumzeit mit mehr als zwölf Dimensionen (bei einer Zeitdimension) zwangsläufig mehr als 32 Dimensionen. Mit elf Raumdimensionen und einer Zeitdimension treten Majorana- und Weyl-Spinoren mit 64 Dimensionen auf, doch mit zehn Raumdimensionen und zwei Zeitdimensionen gibt es einen kombinierten Majorana-Weyl-Spinor mit nur 32 Dimensionen.
Im Jahr 1995 verwendete der iranisch-US-amerikanische Physiker Cumrun Vafa darauf aufbauend eine Raumzeit mit zehn Raumdimensionen und zwei Zeitdimensionen für die Formulierung der F-Theorie. Deren Kompaktifizierung über dem 2-Torus mit einer Raum- und einer Zeitdimension führt auf die Typ IIB Stringtheorie für eine Raumzeit mit neun Raumdimensionen und einer Zeitdimensionen. Dies bedeutet, dass für eine zehndimensionale glatte Mannigfaltigkeit {\displaystyle M^{10}} die F-Theorie auf {\displaystyle M^{10}\times T^{2}} äquivalent zur Typ IIB Stringtheorie auf {\displaystyle M^{10}} ist.
Im Jahr 1997 argumentierte der schwedisch-US-amerikanische Wissenschaftsphilosoph Max Tegmark, dass in einem Universum mit mehr als einer Zeitdimension ein physikalisches System nicht zuverlässig mithilfe von partiellen Differentialgleichungen beschrieben werden kann sowie Protonen und Elektronen in massivere Teilchen zerfallen können, sofern ihre Temperatur nicht hinreichend klein ist.